# قمة بتة
جبل بتة أو قمة بتة هي أعلى قمة جبلية في ليبيا وبارتفاع يصل إلى 2,267 مترا فوق سطح البحر. وهو يقع ضمن جبال تيبستي في جنوبي ليبيا قرب الحدود مع تشاد.
أول صعود لهذه القمة كان في2005 من قبل فريق بريطاني فقام بتسلقه Ginge Fullen ‏ رفقة دليله التشادي.